# Nuya
Nuya là một vị vua cai trị một số vùng của Hạ Ai Cập trong Thời kỳ chuyển tiếp thứ Hai, có thể là trong thế kỷ thứ XVII TCN. Nuya được chứng thực bởi duy nhất một con dấu bọ hung không rõ lai lịch. Dựa vào một sự sắp xếp thứ tự của các con dấu trong thời kỳ Chuyển tiếp thứ Hai, nhà Ai Cập học người Đan Mạch Kim Ryholt đề xuất rằng Nuya là một vị vua của vương triều thứ 14, trị vì sau Nehesy và trước thời Yaqub-Har. Do đó, ông sẽ trị vì toàn bộ phía Đông của khu vực đồng bằng châu thổ sông Nile từ Avaris và có thể là cả khu vực phía Tây đồng bằng châu thổ.
Ngoài ra, các nhà Ai Cập học Erik Hornung và Elisabeth Staehelin đọc dòng chữ khắc trên con dấu được quy cho Nuya là Khyan, tên của vị vua Hyksos hùng mạnh thuộc vương triều thứ 15 vào khoảng năm 1610–1580 TCN. Cách đọc này bị nhà Ai Cập học Darrell Baker bác bỏ mạnh mẽ, tuy vậy ông ta vẫn tỏ ra thận trọng về danh tính của Nuya.